# Electropop
Electropop-ul este un subgen al muzicii electronice. Termenul "Electropop" este o forma prescurtată a "electronic pop".